# Paleiskwartier
Het Paleiskwartier is een wijk in 's-Hertogenbosch, in de Nederlandse provincie Noord-Brabant. 
Het telt 3.285 inwoners op 1 januari 2021. 
De wijk is vanaf ongeveer 1995 tot 2025 ontwikkeld en gebouwd. Het Paleiskwartier is gesitueerd in het westelijke deel van de stad en is ingeklemd tussen de wijken Het Zand, Boschveld en Deuteren. Door middel van de Paleisbrug wordt de wijk verbonden met de wijk Het Zand. De wijk is deels gerealiseerd over het terrein van voormalig industrieterrein De Wolfsdonken. Dit terrein was deels vervuild.
Het Paleiskwartier is ontworpen als gemengd woon- en werkgebied: men vindt er diverse appartementencomplexen, onderwijsinstellingen zoals het Koning Willem I College, de HAS en Avans Hogeschool, het Paleis van Justitie (waarin zowel de rechtbank, het Openbaar Ministerie als het Gerechtshof gevestigd is), advocatenkantoren, kantoren van bijvoorbeeld banken, uitgeverijen, nutsvoorzieningen e.d., cafés, restaurants, een (vrouwen)fitnesscentrum, enkele winkels, bioscoop en het stadspark (Westerpark). Het Paleiskwartier is bovendien nabij het station van 's-Hertogenbosch gelegen. Vanwege de ligging aan de zuidwestelijke randweg zijn zowel de snelwegen A59 en A2 met enkele minuten te bereiken.
Het Paleiskwartier is in 2022 nog in ontwikkeling. Als de ontwikkeling van het Paleiskwartier wordt voltooid, zal in totaal 200.000 vierkante meter kantoorruimte, en 2.070 woningen zijn gerealiseerd.

## Fotogalerij

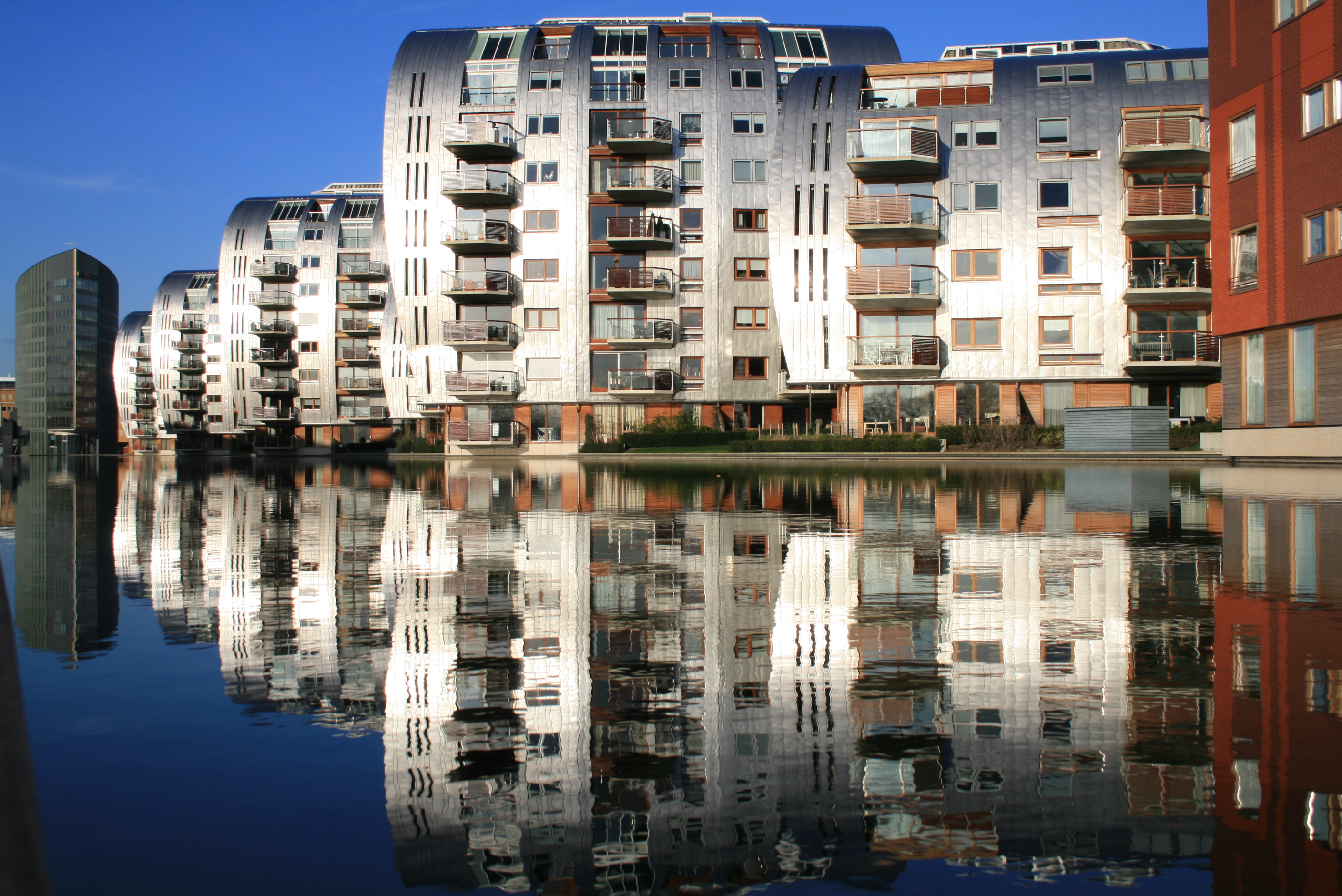
De "Armada"- gebouwen, gezien vanuit het zuidwesten
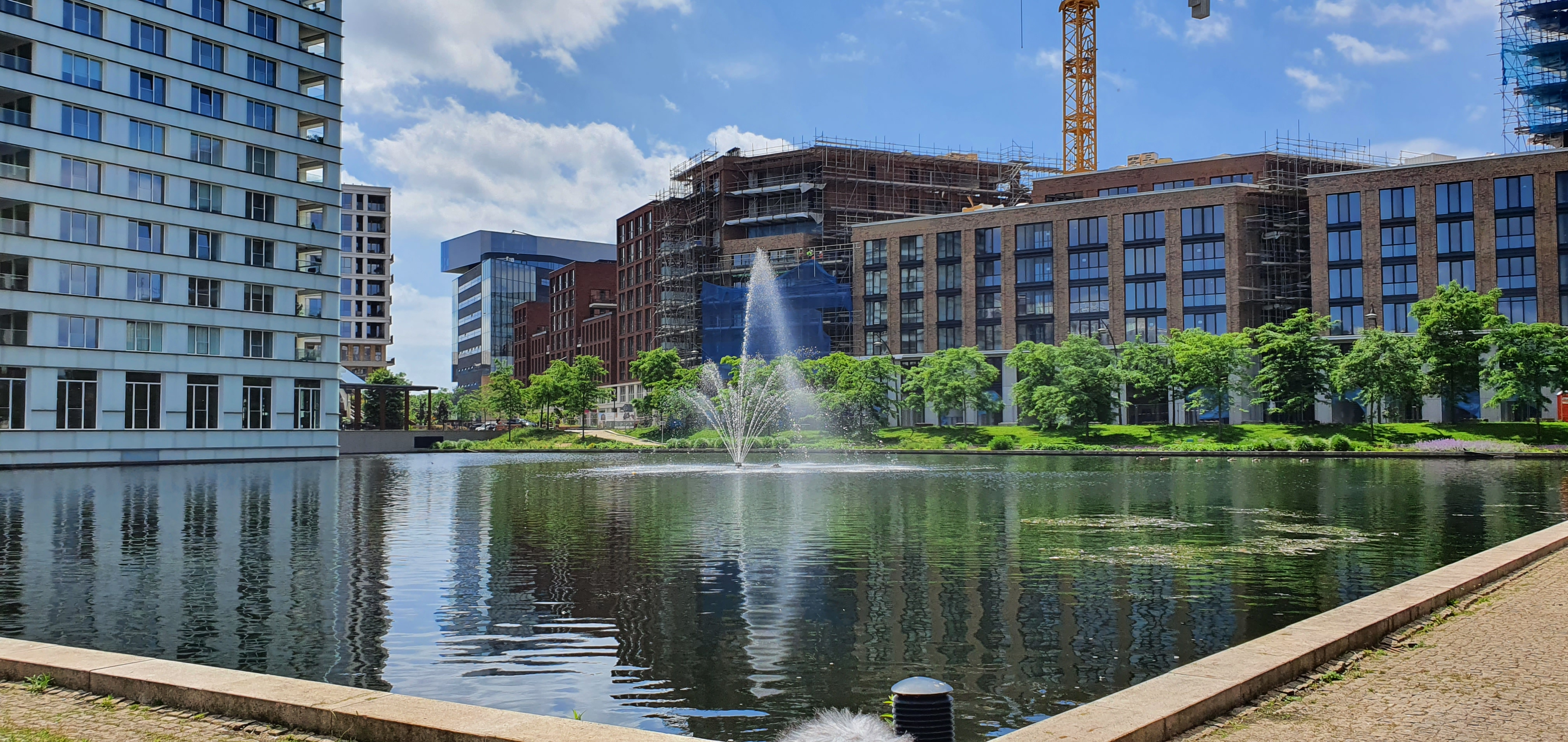
Hofvijver in zuidelijke richting
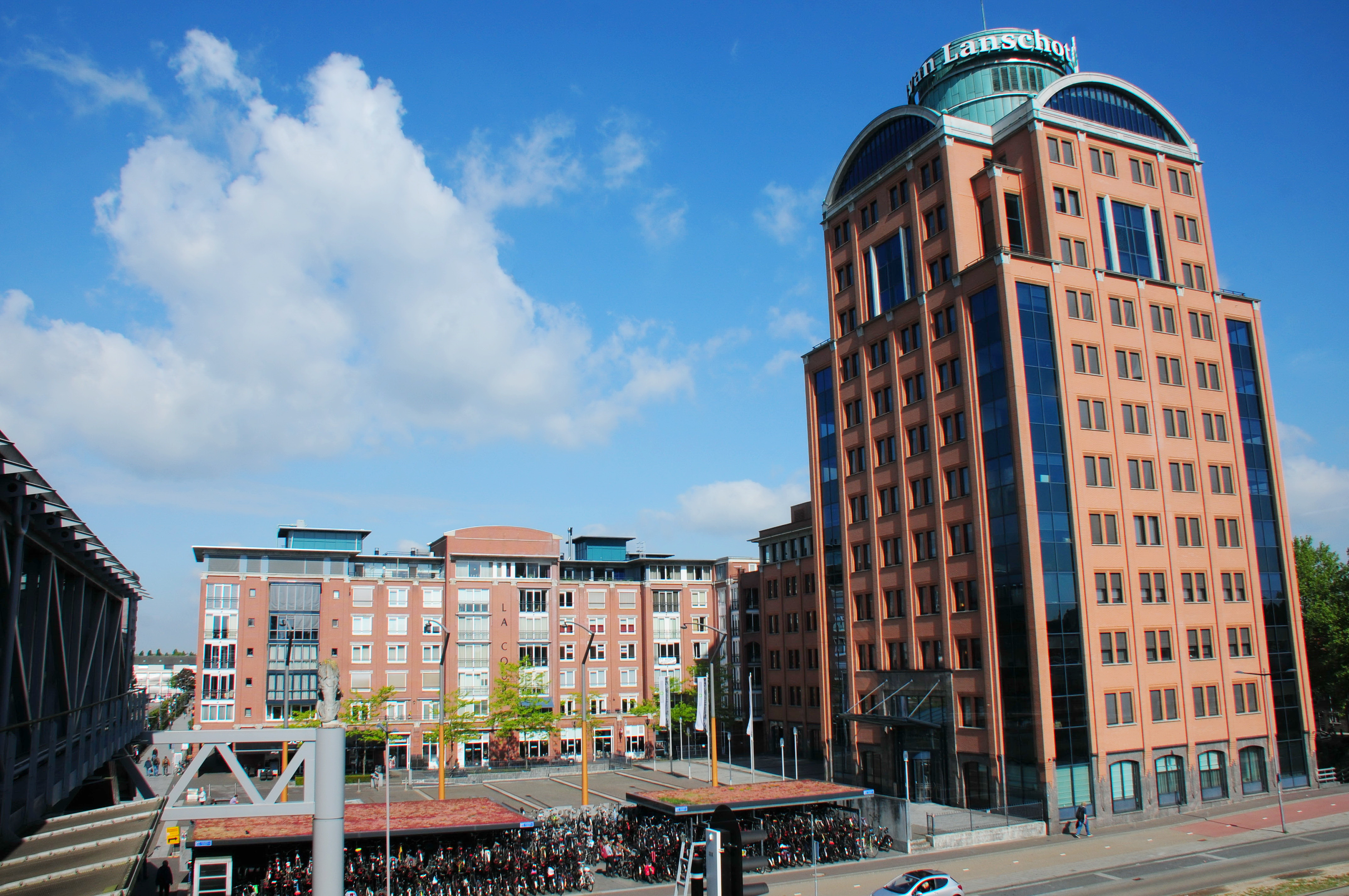
Kantoor Van Lanschot Bankiers en complex "La Cour"
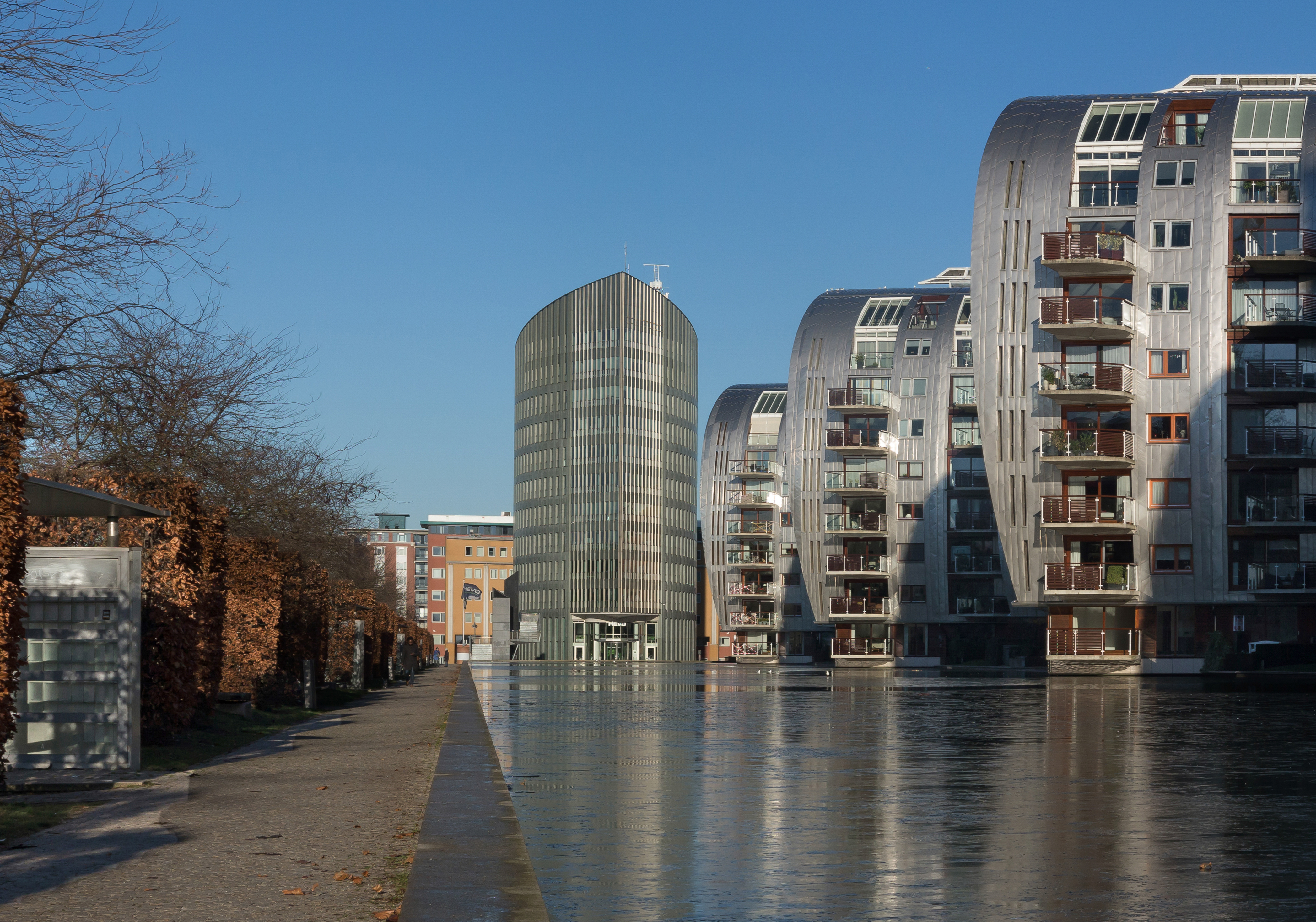
Straatzicht Statenlaan